# Елизабет фон Вюртемберг (1548–1592)
Елизабет фон Вюртемберг (на немски: Elisabeth von Württemberg) е принцеса от Вюртемберг и чрез женитби графиня на Хенеберг-Шлойзинген и графиня на Велденц-Лаутерекен.

## Биография
Родена е на 3 март 1548 година в Базел. Тя е втората дъщеря на херцог Христоф фон Вюртемберг (1515 – 1568) и съпругата му Анна Мария фон Бранденбург-Ансбах (1526 – 1589), дъщеря на маркграф Георг фон Бранденбург-Ансбах-Кулмбах.
Умира на 28 февруари 1592 година в дворец Карлсбург в Дурлах на 43-годишна възраст. Погребана е в манастирската църква в Щутгарт.

## Фамилия
Първи брак: на 31 май 1568 г. в Щутгарт с граф Георг Ернст фон Хенеберг-Шлойзинген († 1583) от Дом Хенеберг. Тя е втората му съпруга. Бракът е бездетен.
Втори брак: на 30 октомври 1586 г. в Щутгарт с пфалцграф Георг Густав фон Велденц-Лаутерекен (1564 – 1634) от фамилията Вителсбахи. Тя е първата му съпруга. Бракът е бездетен.